# Venni Vetti Vecci
Venni Vetti Vecci — дебютний студійний альбом американського репера Джа Рула, що вийшов 1 червня 1999 року на лейблах Def Jam Recordings та Murder Inc. Records. Це був перший альбом, що вийшов на Murder Inc. Продюсуванням переважно займався Irv Gotti (який також був виконавчим продюсером альбому), а також Lil Rob, Тай Фіфф, Ерік Сермон і Self. На альбомі присутні Jay-Z, DMX, Case, Memphis Bleek, Black Child, Рональд Айзлі, Ерік Сермон та інші. Назва альбому посилає на латинську фразу «veni, vidi, vici», що означає «я прийшов, я побачив, я переміг».
Venni Vetti Vecci вийшов 1 червня 1999 року, дебютувавши на 3-му рядку в чарті Billboard 200 і продавши 184 000 копій за перший тиждень. Альбом включає в себе успішний сингл «Holla Holla», який посів 35-те місце в чарті Billboard Hot 100 США.

### Назва
Назва альбому Venni Vetti Vecci посилається на латинську фразу «veni, vidi, vici» («я прийшов, я побачив, я переміг»), яку промовляв Гай Юлій Цезар. 

### Обкладинка
На обкладинці альбому зображено Джа Рула з піднятою догори головою, закритими очима і зчепленими руками, який стоїть перед білою статуєю Ісуса. Це було інтерпретовано як посилання на метафору «єдинородного сина».

## Оцінки критиків
Після виходу Venni Vetti Vecci отримав загалом неоднозначні відгуки. Ja Rule отримав кілька порівнянь з іншими реперами, такими як Тупак Шакур і DMX. Шахім Рід сказав журналу Vibe, що більша частина альбому має «безбарвний продакшн», і заявив, що Джа Рул «відчайдушно потребує більш жорстких треків, щоб краще розкрити його навички MC». 

## Комерційний успіх
Venni Vetti Vecci дебютував під номером 3 в американському чарті Billboard 200, продавши 185 000 копій за перший тиждень. Альбом був сертифікований платиновим Асоціацією звукозаписної індустрії Америки (RIAA). Станом на листопад 2002 року у всьому світі було продано 2 мільйони копій альбому.
Джа Рул став однією з найбільших зірок хіп-хопу разом з Jay-Z і DMX та їхніми альбомами Vol. 2... Hard Knock Life і It's Dark and Hell Is Hot, які здобули популярність і багатоплатинові продажі. Завдяки цим альбомам Джа Рул зміг гастролювати з цими виконавцями, оскільки вони сформували групу під назвою Murder Inc., яка доречно підписала контракт з Murder Inc. і Def Jam. Він був на розігріві для Jay-Z і DMX у турі «Hard Knock Life» 1999 року разом з Memphis Bleek, Метод Меном, Редманом та іншими. 

## Список композицій
| #   | Назва                                                 | Автор | Продюсер(и)                    | Тривалість |
| --- | ----------------------------------------------------- | --- | ------------------------------ | ---------- |
| 1.  | «The March Prelude»                                   | | Irv Gotti                      | 1:19       |
| 2.  | «We Here Now» (за участю Black Child)                 | Jeffrey Atkins Irving Lorenzo Robert Mays Ramel Gill                                                     | Irv Gotti Lil Rob              | 3:25       |
| 3.  | «World's Most Dangerous» (за участю Nemesis)          | Atkins Ty Fyffe Lorenzo Mays                                                                             | Ty Fyffe Irv Gotti Lil Rob     | 5:07       |
| 4.  | «Let's Ride»                                          | Atkins Lorenzo Mays                                                                                      | Irv Gotti Lil Rob              | 4:22       |
| 5.  | «Holla Holla»                                         | Atkins Taiwan Green Lorenzo                                                                              | Tai Irv Gotti                  | 4:24       |
| 6.  | «Kill 'Em All» (за участю Jay-Z)                      | Atkins Lorenzo Edward Hinson Shawn Carter                                                                | Self Irv Gotti (спів.)         | 4:17       |
| 7.  | «I Hate Nigguz (Skit)»                                | |                                | 1:06       |
| 8.  | «Nigguz Theme»                                        | Atkins Lorenzo Robert Kelly                                                                              | Irv Gotti Lil Rob              | 4:09       |
| 9.  | «Suicide Freestyle» (за участю Case)                  | Atkins Lorenzo Kelly                                                                                     | Irv Gotti                      | 2:16       |
| 10. | «Story to Tell»                                       | Atkins Lorenzo Mays                                                                                      | Irv Gotti Lil Rob              | 4:05       |
| 11. | «Chris Black (Skit)»                                  | |                                | 1:40       |
| 12. | «Count on Your Nigga»                                 | Atkins Lorenzo Mays                                                                                      | Irv Gotti Lil Rob              | 4:35       |
| 13. | «It's Murda» (за участю DMX та Jay-Z)                 | Atkins Fyffe Earl Simmons Carter                                                                         | Tyrone Fyffe Irv Gotti (спів.) | 3:36       |
| 14. | «E-Dub and Ja» (за участю Erick Sermon)               | Atkins Ерік Сермон Lorenzo                                                                               | Ерік Сермон Irv Gotti          | 4:14       |
| 15. | «187 Murda Baptiss Church (Skit)»                     | |                                | 2:48       |
| 16. | «Murda 4 Life» (за участю Memphis Bleek)              | Atkins Green Lorenzo Malik Cox                                                                           | Tai Irv Gotti                  | 4:48       |
| 17. | «Daddy's Little Baby» (за участю Рональда Айзлі)      | Atkins Lorenzo Hinson Rudolph Isley Marvin Isley Ronald Isley O'Kelly Isley Jr. Ernie Isley Chris Jasper | Self Irv Gotti (спів.)         | 5:20       |
| 18. | «Race Against Time»                                   | Atkins Lorenzo Mays                                                                                      | Irv Gotti Lil Rob              | 4:43       |
| 19. | «Only Begotten Son»                                   | Atkins Fyffe Lorenzo Mays                                                                                | Tyrone Fyffe Irv Gotti Lil Rob | 4:55       |
| 20. | «The Murderers» (за участю Black Child та Tah Murdah) | Atkins Lorenzo Larry Ogletree Gill Taheem Crocker                                                        | DL Irv Gotti                   | 5:08       |

 • (спів. ) - Співпродюсер

## Персонал
Адаптовано з Allmusic
| - Rodney Jerkins – вокал - Bob Brown – міксинг - Tom Coyne – мастеринг - DMX – вокал - Glen E. Friedman – фотограф - Тай Фіфф – продюсер - Ірв Готті – виконавчий продюсер, міксинг - Рональд Айзлі – вокал - Self Service – продюсер | - Ja Rule – вокал, виконавець - Jay-Z – вокал - Lil Rob – продюсер - Jonathan Mannion – фотограф - Memphis Bleek – вокал - Ерік Сермон – вокал, продюсер - Tommy Uzzo – аудіо-інженер - Patrick Viala – інженер |

## Продовження
У 2008 році Джа Рул випустив мікстейп під назвою The Atkins Files, Vol. 1. Мікстейп став довгоочікуваним поверненням Джа Рула після його альбому The Mirror. У цьому мікстейпі він пояснює свої плани щодо випуску продовження Venni Vetti Vecci.

## Позиції в чартах
| Чарт (1999)                            | Позиція |
| -------------------------------------- | ------- |
| Канада Canadian Albums (Billboard)     | 20      |
| США Billboard 200                      | 3       |
| США Top R&B/Hip-Hop Albums (Billboard) | 1       |

| Чарт (1999)                           | Позиція |
| ------------------------------------- | ------- |
| US Billboard 200                      | 74      |
| US Top R&B/Hip-Hop Albums (Billboard) | 27      |